# Elezioni parlamentari in Turchia del 2007
Le elezioni parlamentari in Turchia del 2007 si tennero il 22 luglio per il rinnovo della Grande Assemblea Nazionale Turca. In seguito all'esito elettorale, Recep Tayyip Erdoğan, espressione del Partito della Giustizia e dello Sviluppo, fu confermato Primo ministro.

## Risultati
| Liste                                          | Voti       | %     | Seggi |
| ---------------------------------------------- | ---------- | ----- | ----- |
| Partito della Giustizia e dello Sviluppo (AKP) | 16 327 291 | 46,58 | 341   |
| Partito Popolare Repubblicano (CHP)            | 7 317 808  | 20,88 | 112   |
| Partito del Movimento Nazionalista (MHP)       | 5 001 869  | 14,27 | 71    |
| Partito Democratico (DP)                       | 1 898 873  | 5,42  | –     |
| Indipendenti                                   | 1 835 486  | 5,24  | 26    |
| Partito della Gioventù (GP)                    | 1 064 871  | 3,04  | –     |
| Partito della Felicità (SP)                    | 820 289    | 2,34  | –     |
| Altri                                          | 783 204    | 2,23  | –     |
| Totale                                         | 35 049 691 | 100   | 550   |